# Deinopis mediocris
Deinopis mediocris là một loài nhện trong họ Deinopidae.
Loài này thuộc chi Deinopis. Deinopis mediocris được miêu tả năm 1908 bởi Wladislaus Kulczynski.